# Sabella latisetosa
Sabella latisetosa är en ringmaskart som beskrevs av Grube 1840. Sabella latisetosa ingår i släktet Sabella och familjen Sabellidae. Inga underarter finns listade i Catalogue of Life.